# Per Starklint
Per Starklint (født 7. april 1954 i Tveje-Merløse ved Holbæk) er pensioneret kommandørkaptajn og den sidste chef for Færøernes Kommando.
Udnævnelser
1974 Sergent
1978 Sekondløjtnant
1982 Løjtnant
1985 Premierløjtnant
1988 Kaptajnløjtnant
1994 Orlogskaptajn
2002 Kommandørkaptajn
2007 Kommandør (midlertidig)
2013 Kommandørkaptajn
Starklint er tidligere chef for
1982 Chef for inspektionskutteren Y387 Agpa
1987 Chef for orlogskutteren Y304 Thurø
1987 Chef for orlogskutteren Y301 Drejø
1992 Chef for inspektionskutteren Y386 Agdlek
2000 Chef for inspektionsskibet F359 Vædderen
2002 Chef for inspektionsskibet F357 Thetis
2003 Chef for inspektionsskibet F358 Triton
2004 Chef for støtteskibet L16 Absalon og Chef for Division 22
2007 Chef for Færøernes Kommando
Starklint er tildelt: 
2004 Ridderkorset af 1. grad af Dannebrogordenen,
2005 Hæderstegnet for god tjeneste ved søetaten med egeblad af guld, 40 år.